# Daria Saltykova
Pour les articles homonymes, voir Daria Nikolaïevna Saltykova et Famille Saltykov.
La comtesse Daria Petrovna Saltykova (ou Saltykoff, selon l'orthographe ancienne utilisée en France à l'époque), née comtesse Tchernycheva, le 20 septembre 1739 et morte le 23 décembre 1802, est une aristocrate russe fameuse pour son esprit cultivé, sous le règne de Catherine II de Russie. Elle est la sœur de la princesse Galitzine qui inspira Pouchkine.

## Biographie
Son père est le diplomate Pierre Tchernychev, familier et filleul de Pierre le Grand, et sa mère, née comtesse Catherine Ouchakova, la fille d'un conseiller secret de Biron. Elle reçoit avec sa sœur aînée Nathalie, une excellente éducation et passe une grande partie de sa jeunesse à l'étranger, où son père est en poste. Les deux sœurs, qui deviennent à leur retour en Russie, en 1762, demoiselles d'honneur à la cour de Catherine la Grande, sont considérées comme les jeunes femmes les plus cultivées de leur époque. La jeune comtesse est remarquée au fameux bal costumé de la cour au palais d'Hiver en 1766. Quatre tableaux somptueux sont organisés, en costumes romains, en costumes turcs, en costumes hindous et en costumes slaves. Le futur époux de la jeune femme, le comte Saltykov, dirige celui des costumes slaves. Les courtisans font leur entrée à cheval ou dans des carrosses ornés dans le style du tableau choisi. C'est Nathalie, la sœur de la comtesse, qui remporte les suffrages. La jeune comtesse Chernychev fait aussi partie des courtisans qui jouent des représentations du théâtre français devant l'impératrice en novembre 1768, et les contemporains louent son jeu, comme si elle avait été une véritable actrice. Elle devient après son mariage en 1769 avec le général-comte Saltykov (1730-1809), héros de la guerre russo-turque de 1768-1774, une des personnalités les plus en vue de la cour. Elle voyage à l'étranger, en passant par l'Allemagne, entre 1780 et 1783 avec sa famille, notamment en France, où elle demeure pendant plus d'un an. Son époux est nommé gouverneur de Vladimir à son retour. La comtesse devient dame d'honneur, le 2 septembre 1793. Elle reçoit l'Ordre de Sainte-Catherine de première classe au couronnement de Paul Ier. Son époux, quant à lui, est nommé gouverneur militaire de Moscou en 1797.
Ces années moscovites sont brillantes. Les Saltykov reçoivent avec faste dans leur palais de Moscou, où l'on donne un bal tous les dimanches. Certains bals comptaient jusqu'à huit cents invités. Le comte Saltykov possédait aussi un domaine à côté de Moscou à Marfino, où il aimait chasser. La comtesse aussi y séjournait et y donnait de somptueuses réceptions, parfois de plusieurs jours. On y jouait des pièces de Marivaux et des opéras français ou russes. Un jour on joua une pièce intitulée Seulement pour Marfino en présence de l'auteur, Karamzine. Le mémorialiste Filipp Vigel se souvient de cette époque et écrit que « Daria Petrovna Saltykova était une femme d'une intelligence et d'une gentillesse d'âme exceptionnelles. Elle réunissait chez elle aussi bien de grands seigneurs de l'époque de Pierre le Grand, que des dames qui avaient été à la cour de Versailles et qui se distinguaient par leur urbanité élégante et tout le monde montrait le meilleur de soi-même. » 
Elle accueillit avec grâce et plaisir Madame Vigée Le Brun qui séjourna chez elle en 1801. Celle-ci reçut nombre de commandes de portraits par l'entremise de la comtesse et fit d'elle une description élogieuse dans ses Mémoires.
Elle était connue pour son élégance, sa haute taille, ses jugements définitifs et sa culture étendue. Elle ne parlait pas bien le russe, le français, qu'elle parlait à la perfection, étant plutôt la langue de la cour à l'époque, et s'exprimait aussi en allemand et en anglais.

## Famille
De son union avec le comte Ivan Saltykov furent issus :
- Prascovie (1772-1859), qui épousa en 1795 le sénateur Miatlev (1756-1833), dont Ivan Miatlev (1796-1844), poète-humoriste ;
- Catherine (1776-1815), célibataire ;
- Anne (1777-1824), qui épousa en 1800 le comte Grigori Vladimirovitch Orlov (1777-1826) : intelligente et sensible, elle tenait un salon littéraire à Paris, où elle mourut sans descendance ;
- Pierre (1784-1813), nommé Kammerherr en 1799, il fut grièvement blessé à la bataille d'Austerlitz ; colonel, il mourut célibataire à l'âge de 28 ans.

## Galerie

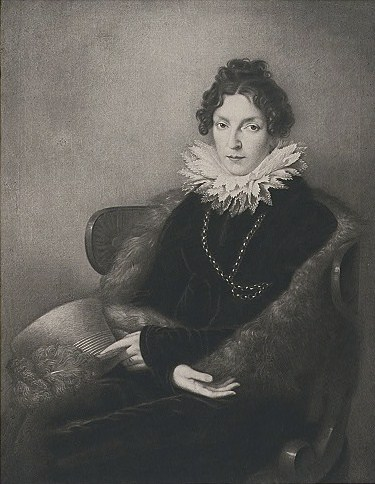
Portrait de Prascovie Miatleva par Karl Steuben
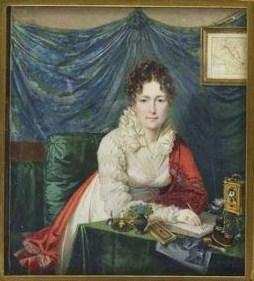
Portrait de la comtesse Orloff, née Saltykoff, par Nicolas François Dun (1764-1832)
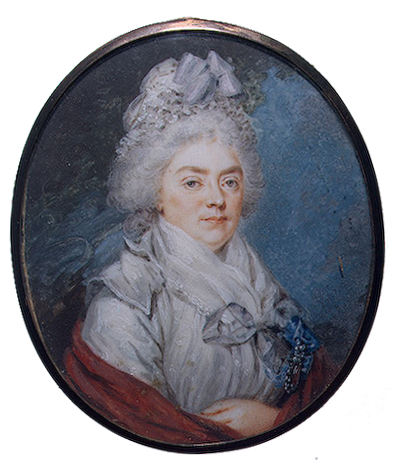
Portrait de la comtesse Saltykoff par Augustin Christian Ritt (1794), aujourd'hui au musée de l'Ermitage
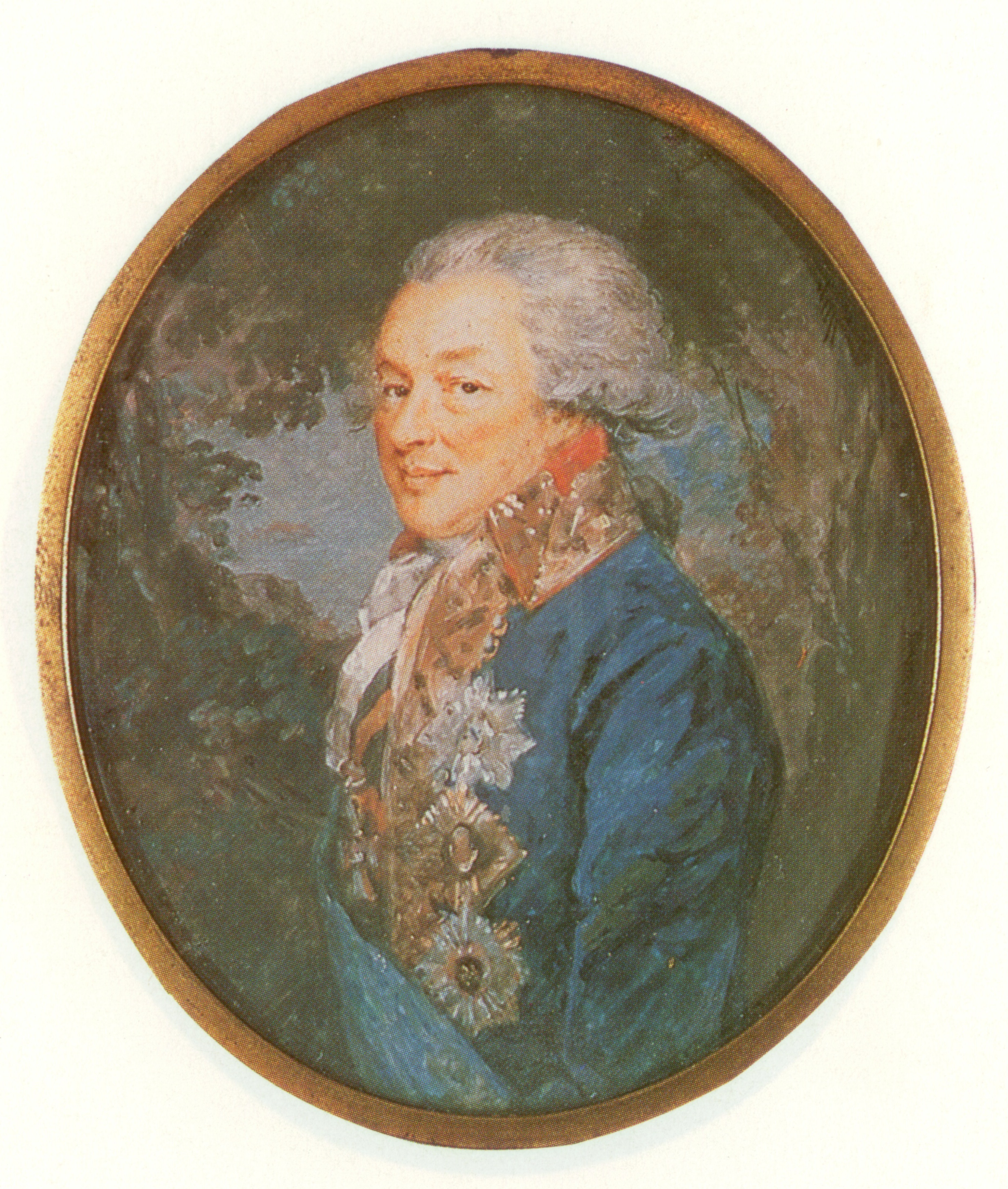
Miniature du comte Saltykoff par Augustin Christian Ritt

## Source
- (ru) Cet article est partiellement ou en totalité issu de l’article de Wikipédia en russe intitulé « Салтыкова, Дарья Петровна » (voir la liste des auteurs).